# Haçane ibne Ubaide Alá ibne Tugueje
Abu Maomé Haçane ibne Ubaide Alá ibne Tugueje (Abu Muhammad al-Hasan ibn Ubayd Allah ibn Tughj; 924/925–982) foi um príncipe iquíxida, brevemente governador da Palestina e regente para seu jovem sobrinho Abul Fauaris Amade em 968–969. Após sua partida do Egito, ele assumiu o controle dos domínios iquíxidas remanescentes no sul da Síria e Palestina até sua derrota e captura pelos fatímidas em março de 970. Ele morreu em cativeiro no Cairo em 982.

## História

Síria e Palestina sob o Califado Abássida

Abu era um filho de Ubaide Alá ibne Tugueje, e portanto membro de um ramo cadete da dinastia iquíxida, fundada por Maomé Iquíxida, irmão de Ubaide Alá. Segundo o historiador Alfargani, retransmitido por ibne Calicane, ele nasceu em 924/925. O famoso poeta Almotanabi, durante sua permanência temporária no Egito, dedicou um longo poema cássida para Abu.
Após a morte em abril de 968 de Abul Misque Cafur — que tinha formalmente governado o Reino Iquíxida desde 966, mas teria sido o real poder atrás do trono desde a morte de Maomé Iquíxida em 946 — Abu foi nomeado para o governo da Palestina, onde confrontou e depôs o governador anterior, Acu Muslim Abedalá. No outono, ele teve de enfrentar uma invasão dos carmatas aos domínios iquíxidas sírios. Os carmatas capturaram Damasco e em 28 de outubro derrotaram Abu em batalha diante de Ramla; a cidade foi saqueada por dois dias, mas os locais conseguiram subornar os carmatas com 125 000 dinares de ouro. Fugindo desta derrota, ele partiu para o Egito, onde interveio na luta de poder sobre o controle do governo e o jovem emir Abul Fauaris Amade, e tomou controle de Fostate. Ele prendeu o vizir Jafar ibne Alfurate, que ele sujeitou à tortura de modo a extrair muito de sua fortuna, e ordenou a construção de um palácio na ilha Roda.
Seu nome foi adicionado à cunhagem das últimas moedas emitidas pela dinastia iquíxida. Significativamente o nome de Abu aparece na segunda posição, após aquele do califa abássida Almuti (r. 946–974), e é seguido pelo de seu sobrinho e governante nominal, Amade. Para aumentar ainda mais sua legitimidade, ele casou-se sua prima Fátima, filha de iquíxida, em janeiro de 969. Abu parece ter se estabelecido como regente, mas foi confrontado pelas elites locais, e em fevereiro de 969, após apenas três meses em Fostate, ele subitamente transferiu a capital para a Palestina, deixando o Egito sob comando de ibne Alfurate, que ele libertou da prisão. A situação na Palestina tinha se deteriorado em sua ausência: uma invasão dos carmatas em aliança com os beduínos Tai havia saqueado a capital provincial, Ramla, e apenas partiu após receber um tributo de 125 000 dinares de ouro, enquanto mais ao norte, o colapso do poder hamadânida no norte da Síria expôs a região inteira para o Império Bizantino, que sitiou Antioquia, capturando a cidade em outubro de 969.

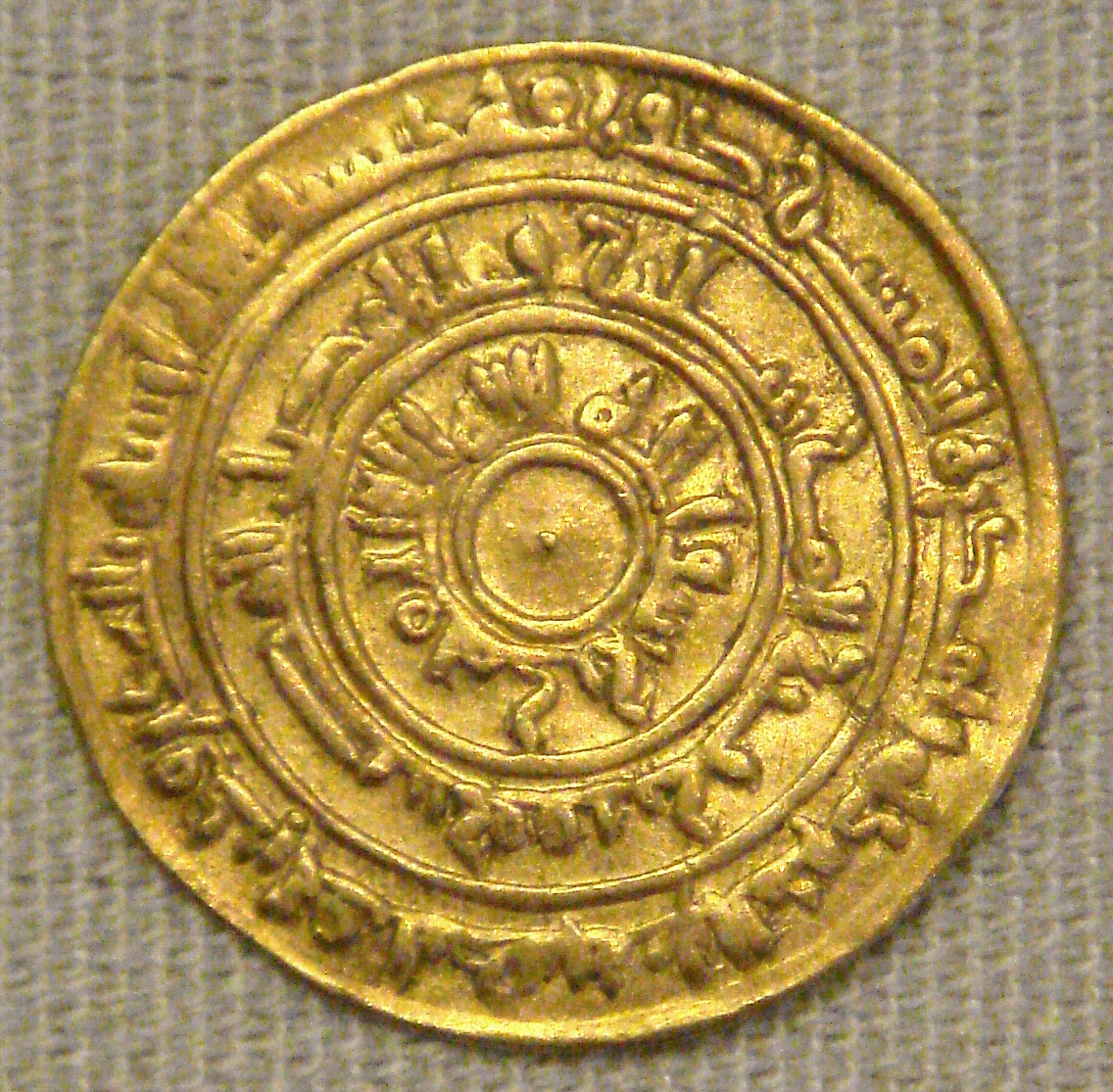
Dinar do califa fatímida Almuiz Aldim Alá r.

Após sua partida do Egito, a província foi invadida e rapidamente tomada pelos fatímidas sob Jauar, o Siciliano. Após o fim do governo iquíxida no Egito, Abu manteve os últimos domínios iquíxidas, controlando as possessões da dinastia na Palestina e Síria. Abu inicialmente mudou sua residência para Damasco, mas após saber da conquista do Egito, retornou para Ramla para supervisionar a defesa da Palestina, deixando Damasco e sua províncias nas mãos do comandante Xamul, e a província da Jordânia sob o gulam Fatique. Lá, em outubro/novembro de 969, ele confrontou outra invasão carmata. Derrotado outra vez, ele contudo conseguiu concluir uma paz com eles em troca de um tributo anual de 300 000 dinares, selado por "relações matrimoniais" inespecíficas. Os carmatas partiram após 30 dias, mas um destacamento foi aparentemente deixado para trás e juntou-se ao exército de Abu.
Embora seu exército tenha sido aumentado pelo remanescentes dos regimentos iquíxidas do Egito, bem como os carmatas, em março de 970 os iquíxidas foram derrotados em batalha por Jafar ibne Falá, e Abu foi levado prisioneiro e enviado ao califa fatímida, Almuiz Aldim Alá (r. 953–975). Posteriormente, ele foi levado para Fostate (março/abril de 970). Sua destino após isso é desconhecido, mas al-Fargani relata que ele morreu em 19 de janeiro de 982.